# 大門恒作
大門 恒作（おおかど つねさく、1872年6月28日（明治5年5月23日）- 1964年10月25日）は、日本の政治家。衆議院議員（1期）、栃木県会議長、栃木県塩谷郡氏家町長。

## 経歴
栃木県塩谷郡飯室村（熟田村、北高根沢村を経て現高根沢町大字飯室）で、大地主・鈴木良一の息子として生まれる。同郡氏家町（現さくら市）の大門喜平の養子となる。
1891年私立中学以道館卒。下野新聞社に入る。日清戦争では従軍記者として派遣された。1897年（明治30年）氏家町会議員に就任。栃木県議、同第30・32代議長（1930年12月から1931年9月までと、1932年11月から1934年11月まで）、氏家町長となる。
1936年の第19回衆議院議員総選挙で栃木1区(当時)から立憲民政党公認で立候補して当選した。衆議院議員を1期務め、1937年の第20回衆議院議員総選挙には出馬しなかった。終戦後、公職追放となった。